# Stjepan Radić

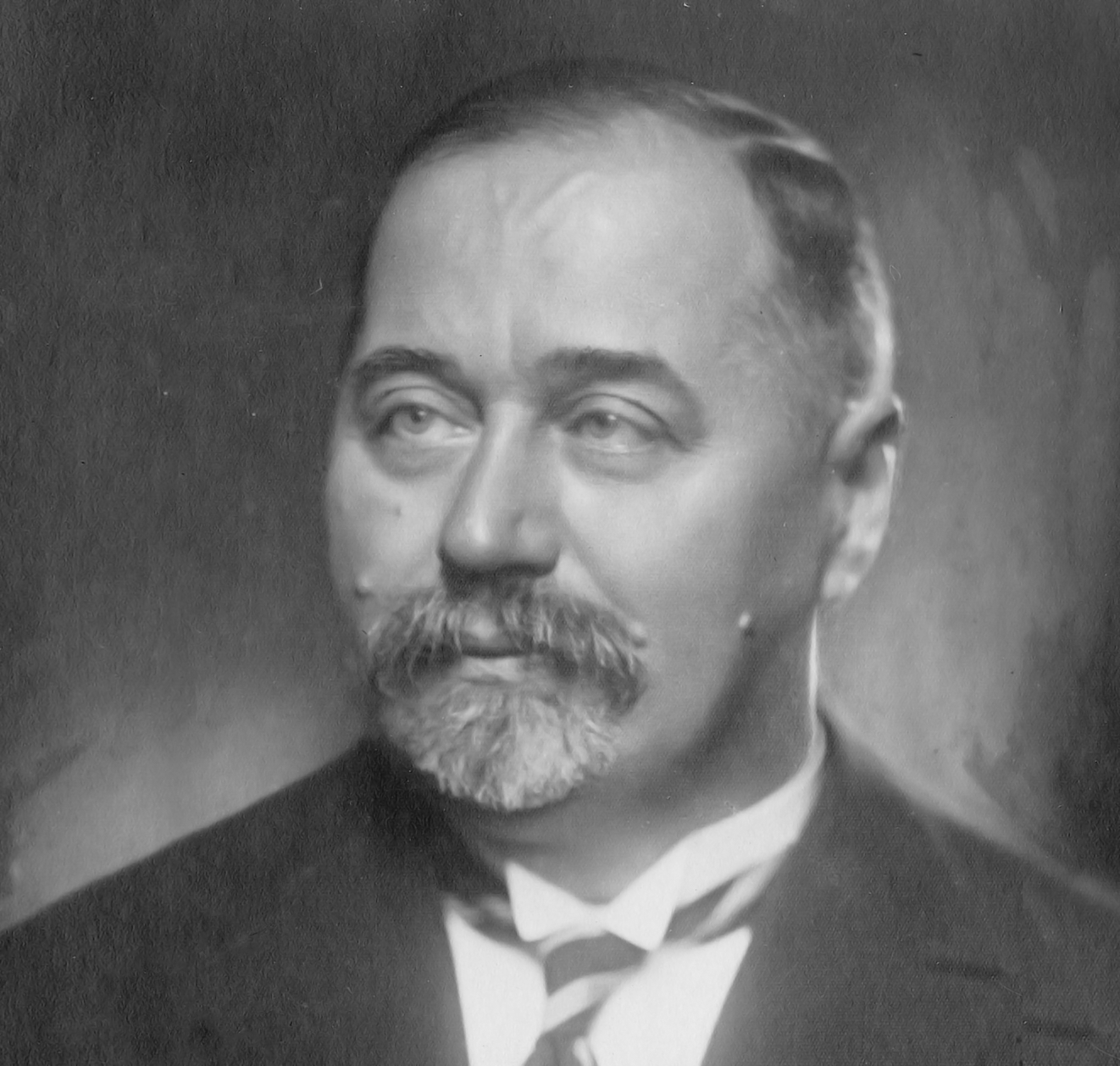
Stjepan Radić (vor 1924)

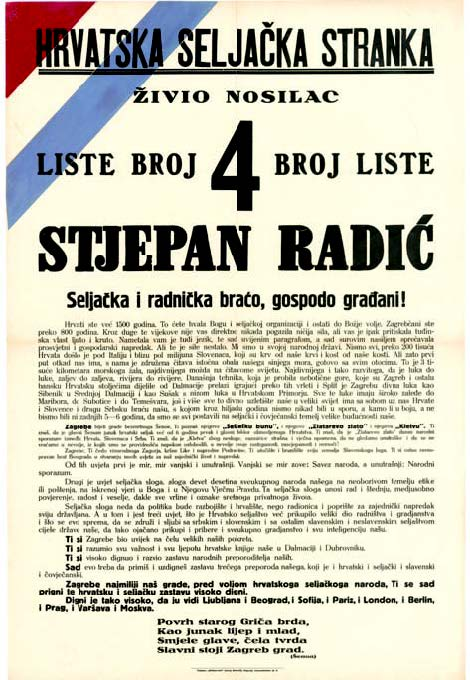
Plakat der Kroatischen Bauernpartei, 1927.

Stjepan Radić anhörenⓘ (* 11. Juni 1871 in Desno Trebarjevo bei Sisak; † 8. August 1928 in Zagreb) war ein jugoslawischer Politiker, Schriftsteller sowie Volks- und Bauernführer. Radić war einer der Gründer der Kroatischen Bauernpartei (Hrvatska seljačka stranka, HSS), bis zu seinem Tod deren Vorsitzender und kurzzeitig Bildungsminister des Königreichs der Serben, Kroaten und Slowenen.

## Kindheit und Jugend
Stjepan Radić wurde als neuntes von insgesamt elf Kindern geboren. Seine Eltern lebten in ärmlichen Verhältnissen und waren in der Landwirtschaft tätig. Trotz dieser Verhältnisse gelang es dem Vater Imbro Radić, innerhalb von 20 Jahren zu einem der reichsten Bauern des Dorfes zu werden. Ebenso hat er allen seinen Kindern ermöglicht, die drei Kilometer entfernte Schule zu besuchen.
Zunächst wollten und konnten seine Eltern Stjepan Radić nicht auf eine weiterführende Schule nach Zagreb schicken. Sie dachten, dass dies wegen seiner Kurzsichtigkeit sinnlos wäre; außerdem hatten sie bereits seinen drei Jahre älteren Bruder Ante Radić zu einer weiteren Schulbildung geschickt. Allerdings hat Stjepan Radić seinen Bruder überredet, ihm bei dem Unterfangen der weiteren Schulbildung zu helfen.
So zahlte sein Bruder ihm die Wohnung, und er selbst ernährte sich bei einer öffentlichen Essenausgabe. Trotz dieser Umstände war Radić ein hervorragender Schüler. So kam es, dass er ohne sein Bitten in das Armenhaus des Erzbistums Zagreb aufgenommen wurde. Er studierte seit 1891 Rechtswissenschaft an der Universität Zagreb und erregte durch seine nationalistischen Aktivitäten Aufsehen: Beim Besuch von Kaiser Franz Joseph I. 1895 setzte er zusammen mit gleichgesinnten Studenten die ungarische Flagge in Brand. Er wurde deswegen für die Zukunft vom Studium an allen Universitäten der Monarchie ausgeschlossen und setzte sein Studium an der École libre des sciences politiques in Paris fort.

## Gründung der Kroatischen Bauernpartei

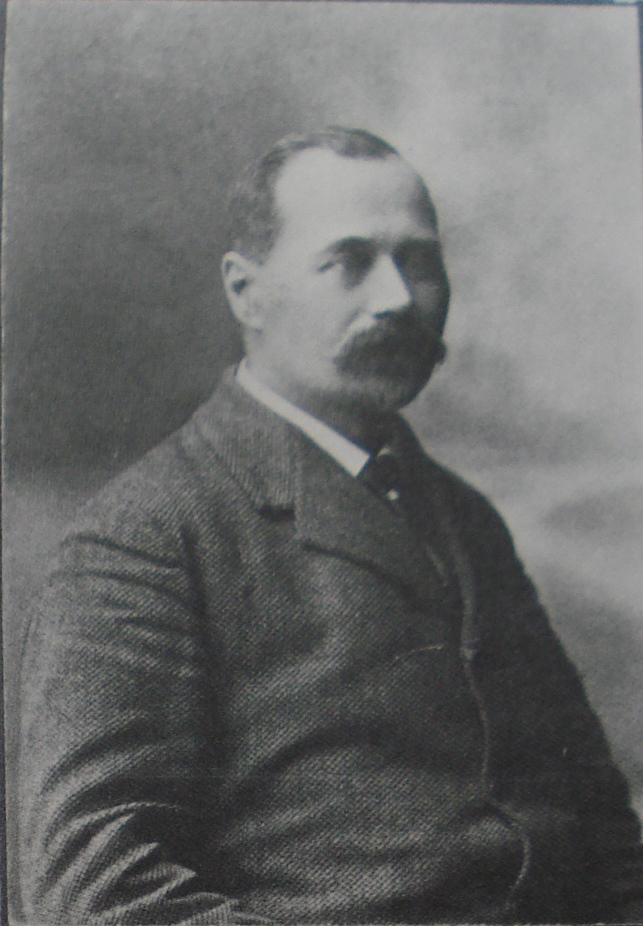
Stjepan Radić im Jahr 1916

Stjepan Radić gründete im Jahre 1904 zusammen mit seinem Bruder Antun Radić die Kroatische Volks- und Bauernpartei (Hrvatska pučka seljačka stranka, HPSS), später umbenannt in Kroatische Republikanische Bauernpartei (Hrvatska republikanska seljačka stranka, HRSS) und danach in Kroatische Bauernpartei (Hrvatska seljačka stranka, HSS). Sie setzten sich zum Ziel, vor allem die Interessen der bäuerlichen Bevölkerung zu vertreten, die damals die Mehrheit der Bevölkerung Kroatiens bildete, jedoch von den etablierten bürgerlichen Parteien kaum beachtet wurde. In der Zeit vor dem Ersten Weltkrieg hielt sich ihr Erfolg aber zunächst in Grenzen. Bedingt unter anderem durch das in Kroatien-Slawonien damals geltende Zensuswahlrecht konnte sie nur wenige Mandate im Sabor erringen.
Als der Nationalrat der Slowenen, Kroaten und Serben des vormaligen Österreich-Ungarn im Herbst 1918 die sofortige Vereinigung der südslawischen Länder der ehemaligen Habsburgermonarchie (sog. SHS-Staat) mit dem Königreich Serbien zum Königreich der Serben, Kroaten und Slowenen beschloss, stimmte Stjepan Radić als einziges Mitglied des Nationalrates dagegen. Er selbst befürwortete zwar stets eine Zusammenarbeit aller südslawischen so wie aller slawischen Völker, jedoch sollte dabei die Eigenständigkeit der einzelnen Völker gewahrt bleiben. Anstelle einer zentralistischen Monarchie strebte er die Bildung einer Föderation südslawischer Bauernrepubliken an. In seiner Rede in der historischen Sitzung des Nationalrats in Zagreb, am 24. November 1918, sagte Radić:

„Wenn ich dennoch das Wort ergreife, so geschieht es im Bewusstsein, hierdurch einer Pflicht nachzukommen und von dem mir zustehenden Recht Gebrauch zu machen, dann aber auch deshalb, um an euer Gewissen zu rühren, damit ihr später nicht die Ausrede gebrauchen könnt, es hätte euch niemand den Abgrund gezeigt, in den ihr unser ganzes Volk und besonders das kroatische Volk, zu stürzen im Begriffe seid. [...] Der größte Fehler und zugleich eine unverzeihliche Sünde aller dieser Redner ist es aber, dass sie offenbar im Kriege nichts gelernt haben, denn wie wenn sie das Volk nicht sehen, wie wenn sie vom Volk nichts wissen würden, sprechen sie gerade das Gegenteil von dem, was unser Volk will und braucht. [...] Euer ganzes Vorgehen hier im Nationalrat ist weder demokratisch, noch verfassungsmäßig, noch gerecht. Es ist auch nicht klug. [...] Ihr meine Herren, kümmert euch nicht im Geringsten darum, dass unser Bauer im Allgemeinen, und besonders der kroatische Bauer, von König und Kaiser, und von dem ihm gewaltsam aufgezwungenen neuen Staat nichts hören und wissen will. Unser Bauer besitzt die nötige Reife, um zu wissen, das Staat und Vaterland in Gerechtigkeit und Freiheit, in Wohlstand und Kultur bestehen. Wenn ihr diesen Bauern bereits heute durch Gendarmen prügeln lasst, wenn ihr ihn mit Gewalt zwingt, dass er euch Gefolgschaft leiste, dass er euch angeblich gegen die Italiener beschützen solle – dann sagt oder denkt er sich, dass ihr euch in gar nichts unterscheidet von seinen früheren ungarischen und deutschen Unterdrückern [...] Vielleicht könnt ihr die Slowenen gewinnen, ich weiss es nicht; vielleicht könnt ihr vorübergehend auch die Serben gewinnen. Ich weiss aber bestimmt, dass ihr die Kroaten dafür nicht gewinnen werdet. Und zwar deshalb nicht, weil das ganze kroatische Bauernvolk gegen euren Zentralismus ist, wie gegen den Militarismus, und ebenso für die Republik, wie für die nationale Verständigung mit den Serben. [...] Die heutige Sitzung beweist am augenfälligsten, dass ihr die Verfassungsmäßigkeit vollkommen ignoriert, dass Ihr nicht einmal nur einigermaßen den äußeren Schein wahrt [...] so habt ihr auch nicht den ganzen Nationalrat einberufen, sondern nur diesen Ausschuss. Ihr wisst ganz gut, dass aber nicht einmal der volle Nationalrat das Volk repräsentiert, weil er nicht vom Volke gewählt worden ist [...] Das habt ihr deshalb nicht getan, weil ihr wisst, dass eure Handlungsweise unrichtig ist und das man das sogleich merken würde, wenn die Verhandlung öffentlich und vor einem größeren Kreise abgehalten werden würde. Wie groß ist aber erst die Verfassungswidrigkeit, die Ihr durch die Umgehung unseres kroatischen staatlichen Sabors begeht! [...] Ihr werdet nach Belgrad gehen und ihr werdet dort ohne das kroatische Volk und gegen den Willen dieses Volkes den einheitlichen Staat proklamieren ... und vielleicht werdet ihr auch ohne Gesetze, nur durch Willkür und auf Gewalt gestützt, regieren. Das Volk wird daraus ersehen, dass ihr nicht zu ihm gehört und es wird nicht mehr für euch sein. Wohin ihr es auch rufen werdet, es wird euch die Gefolgschaft verweigern. [...] Die ganze Welt anerkennt das Selbstbestimmungsrecht der Völker. Unsere Befreiung haben wir nur diesem Rechte zu verdanken. [...] Dieses Recht gebührt aber allen unseren drei Völkern und besonders uns Kroaten in Kroatien, auch hinsichtlich der Errichtung und Einrichtung unseres gemeinsamen Staates. Wir sind drei Brüder – der Kroate, der Slowene und der Serbe; aber wir sind nicht eins. [...] Glaubt ihr es nicht, dann möge euch Gott die Zeit erleben lassen – es wird nicht allzu lange dauern – wo das kroatische Volk in seinem Menschlichkeitsgefühl euch alle just im Moment hinwegfegen wird, da ihr glauben werdet, dass dieses Volk, dem ihr euch auf den Nacken gesetzt habt, sich mit seinem Schicksal abgefunden habe. Es lebe die Republik! Es lebe Kroatien!“

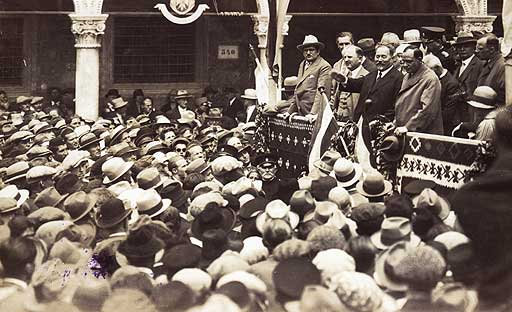
Stjepan Radić spricht bei der parlamentarischen Versammlung in Dubrovnik am 27. Mai 1928.

Im Laufe des Jahres 1919 propagierte die Kroatische Bauernpartei die Idee einer selbständigen „Kroatischen Bauernrepublik“. Unter Berufung auf das vom amerikanischen Präsidenten Woodrow Wilson proklamierte Selbstbestimmungsrecht der Völker verlangte sie die Anerkennung eines separaten Selbstbestimmungsrechtes für Kroatien und ebenso für die anderen südslawischen Völker. Um ihrer Ablehnung der serbischen Monarchie Ausdruck zu verleihen, benannte sich die Kroatische Volks- und Bauernpartei in Kroatische Republikanische Bauernpartei (Hrvatska republikanska seljačka stranka, HRSS) um. Sie gewann für ihre Politik die Unterstützung eines großen Teiles der kroatischen Bevölkerung. Dazu trug auch das Verhalten der serbischen Armee in Kroatien bei, die nach der Vereinigung als Ordnungsmacht im Namen des neugebildeten Zentralstaates in Kroatien auftrat, die sich seit dem Zusammenbruch Österreich-Ungarns ausbreitenden Bauernunruhen gewaltsam unterdrückte und gleichzeitig kroatische Wehrpflichtige für den Kriegsdienst in den südlichen Teilen des neuen Staates rekrutierte, wo sie im Kampf gegen albanische Aufständische stand. Die Vorstellung, kaum nach dem Ende des Ersten Weltkrieges schon wieder für einen als fremd empfundenen Monarchen in den Krieg ziehen zu sollen, wirkte auf die bäuerliche Bevölkerung Kroatiens ausgesprochen abstoßend.

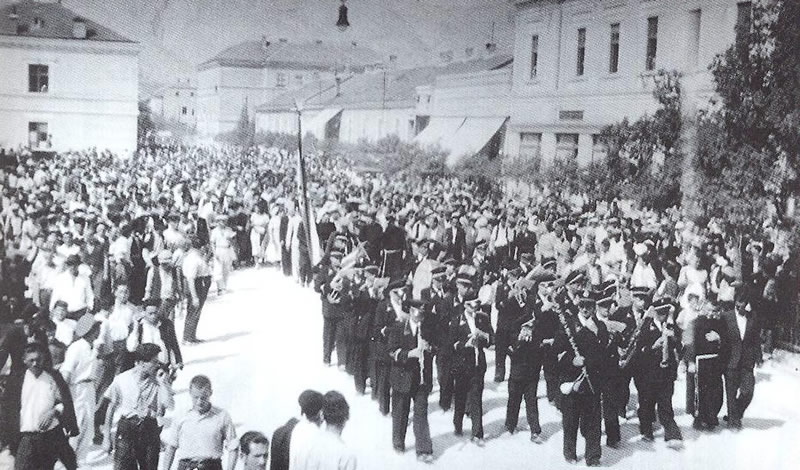
Stjepan Radić in Mostar (1925)

Obwohl Stjepan Radić während des Wahlkampfes zeitweise inhaftiert worden war, konnte die Kroatische Republikanische Bauernpartei bei den Wahlen zur Verfassungsgebenden Versammlung des Königreiches der Serben, Kroaten und Slowenen auf dem Gebiet Kroatien-Slawoniens die absolute Mehrheit der Stimmen gewinnen. Die vor dem Ersten Weltkrieg in Kroatien dominierenden politischen Gruppen wurden vollkommen marginalisiert. Diesen ebenso wie die folgenden Wahlsiege interpretierte die Kroatische Republikanische Bauernpartei als plebiszitäre Ablehnung der neugeschaffenen Staatsordnung durch das kroatische Volk. Die „Kroatische Bauernbewegung“ (die Partei und die mit ihr verbundenen Organisationen) sah sich damit als demokratisch legitimierte Vertretung der Kroaten sowohl gegenüber der Belgrader Zentralmacht als auch gegenüber dem Ausland. Die Führungsrolle der Kroatischen Bauernpartei und ihres Vorsitzenden Stjepan Radić mussten auch die übrigen politischen Kräfte Kroatiens angesichts seiner wiederholten Wahlerfolge anerkennen.

## Attentat und Tod

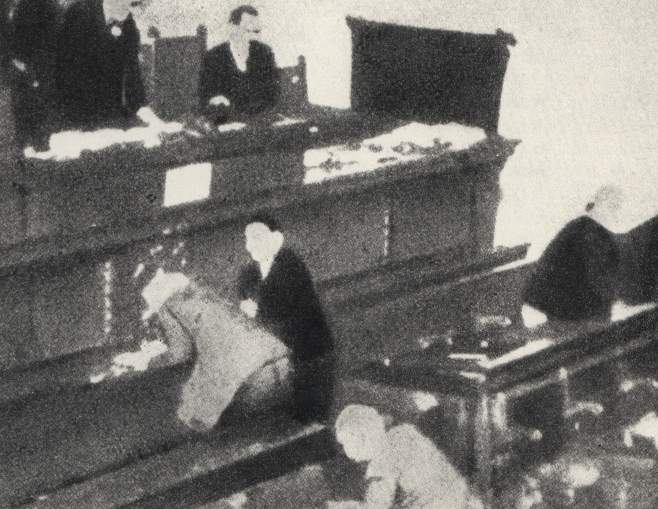
Puniša Račić beim Attentat auf Stjepan Radić und andere kroatische Abgeordnete im jugoslawischen Parlament

Am 20. Juni 1928 wurden Stjepan Radić und vier weitere kroatische Abgeordnete mitten in einer Sitzung des Parlaments in Belgrad von dem serbisch-montenegrinischen Abgeordneten Puniša Račić angeschossen. Die zwei kroatischen Abgeordneten Pavle Radić und Đuro Basariček starben noch am Ort des Attentats. Sieben Wochen später erlag am 8. August 1928 auch Radić seinen Verletzungen. Am 12. August 1928 wurde er auf dem Mirogoj-Friedhof in der kroatischen Hauptstadt Zagreb beigesetzt. Seine Beisetzung wurde zu einer eindrucksvollen Massendemonstration, an der 200.000 Personen teilnahmen, mehr als die Stadt Zagreb seinerzeit Einwohner hatte. Sein politischer Nachfolger als Vorsitzender der Kroatischen Bauernpartei wurde Vladko Maček.

## Familie
Sein Bruder Antun Radić war Ethnologe, Publizist und ebenfalls Politiker. Seine Mutter Ana (genannt Jana), geboren 1836 in Desno Željezno bei Sisak als Tochter von Stjepan und Katarina Posilović, war eine Verwandte des Erzbischofs von Zagreb Juraj Posilović und soll (obgleich Analphabetin) recht intelligent gewesen sein und sich intensiv und lautstark für die bäuerliche Gemeinschaft eingesetzt haben. In eigener Sache ging ihr Engagement angeblich sogar bis hinauf zum Ban Ivan Mažuranić sowie Kaiser Franz Joseph I. Laut der Historikerin Branka Boban hatte sie einen prägenden Einfluss auf die Frauenpolitik ihres Sohnes Stjepan.

## Trivia

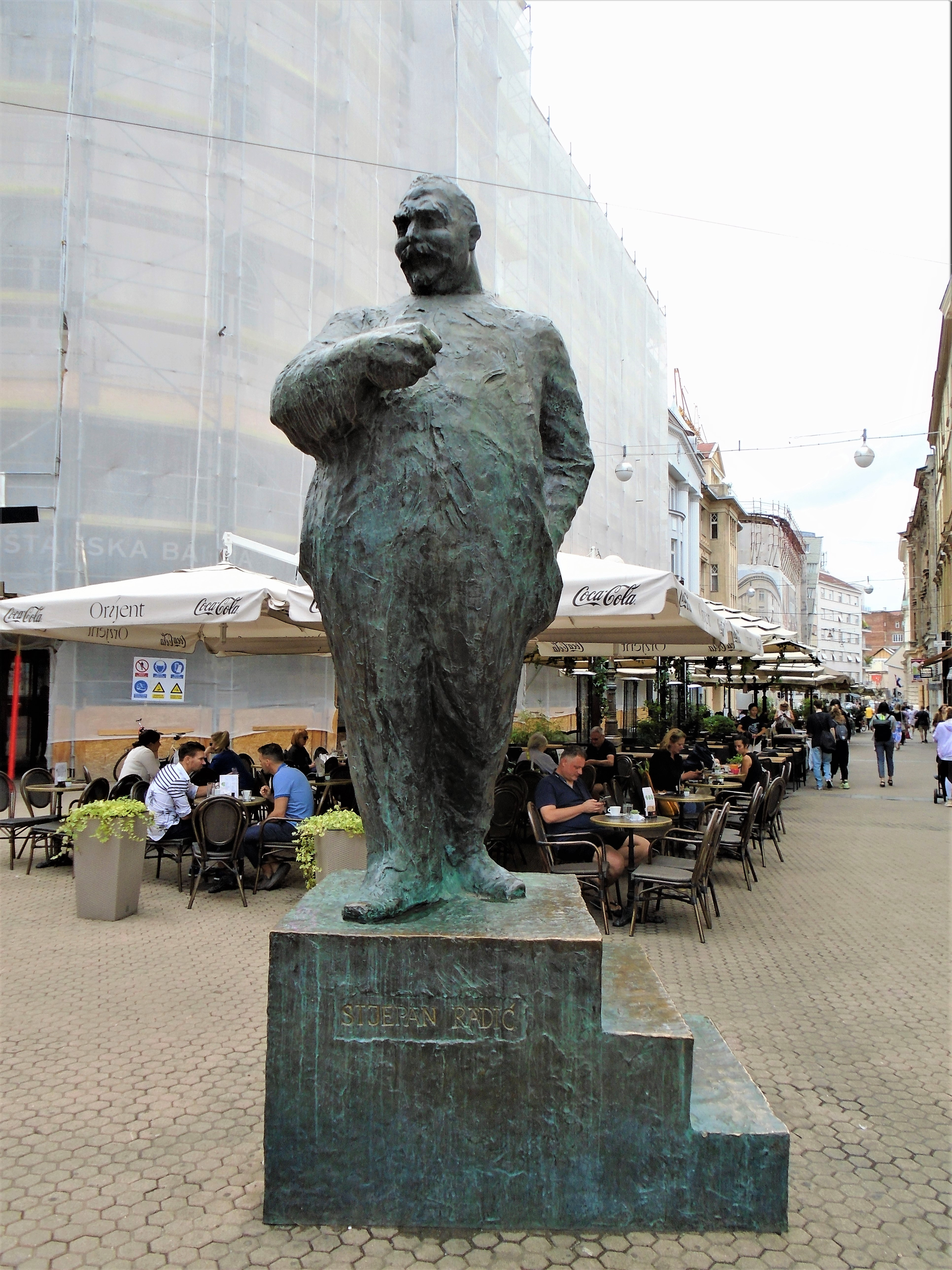
Statue in Zagreb

„Obwohl selbst tief fromm, hasste er den Klerus und die Kirche und pflegte seine Kundgebungen mit dem Ruf «Gelobt seien Jesus und Maria - nieder mit den Pfaffen!» einzuleiten.“
Das Konterfei von Stjepan Radić war auf der kroatischen 200 Kuna-Banknote dargestellt, bis die Währung durch den Euro abgelöst wurde.
Während des Kroatien- und Bosnienkriegs trugen kroatische Militäreinheiten der Kroatischen Armee und des HVO seinen Namen.
In vielen Städten von Kroatien und Bosnien-Herzegowina sind heute Schulen, Straßen und Plätze nach Radić benannt.
Kroatien verleiht den Stjepan-Radić-Orden an verdiente Personen.

## Werke (Auswahl)

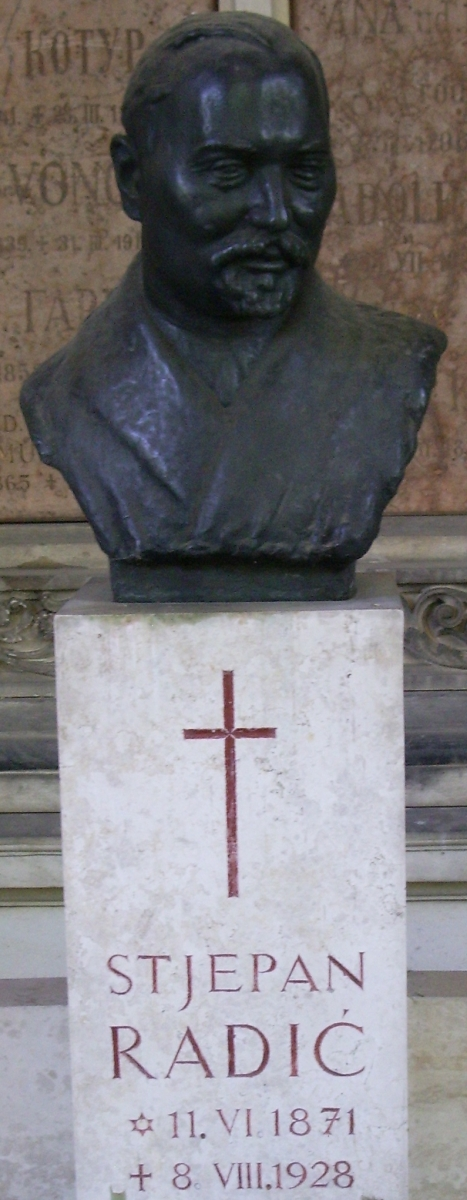
Grabstätte Stjepan Radićs in den Arkaden des Mirogoj-Friedhofs in Zagreb

- Slovnica i čitanka češkog jezika. Zagreb, 1896.
- Rječnik (češkog jezika) za Hrvate. Zagreb, 1896.
- Současne Chorvatsko. Prag, 1900.
- Najjača stranka u Hrvatskoj. Rijeka, 1902.
- Hrvati i Srbi : hrvatski odgovor na članak "Srpskoga Književnog Glasnika" od 1. augusta 1902. pod naslovom "Srbi i Hrvati". Zagreb, 1902.
- Slovanska politika v Habsburgske momarchii. Prag, 1902.
- Uzničke uspomene I dio. Novi Sad, 1902.
- Uzničke uspomene II dio. Novi Sad, 1903.
- Stjepan Radić pred mitrovačkim Sudbenim stolom. Zagreb, 1903.
- Kako ćemo iz zla u dobro : Prijateljska rieč hrvatskom seljaku. Ljubljana, 1903.
- Za jedinstvo hrvatske opozicije na narodnjačkom, demokratskom i slavenskom osnovu. Zagreb, 1903.
- Dvije studije o školstvu. Zagreb, 1903.
- K osnivanju Hrvatske seljačke stranke. Zagreb, 1904.
- Moderna kolonizacija i Slaveni. Zagreb, 1904.
- Hrvatska pučka seljačka stranka. H.P.S.S. Zagreb, 1905.
- Hrvati i Madžari. Zagreb, 1905.
- Jak se Čech brzo nauči Chorvatsky? Kako se Čeh brzo nauči hrvatski. Zagreb, 1906.
- Dolje Khuen II! Pod optužbu s Rakodczayem. Zagreb, 1907.
- Jakost i temelj Hrvatske. Zagreb, 1907.
- Što je i što hoće Hrvatska pučka seljačka stranka. Zagreb, 1908.
- Današnja financijalna znanost. Zagreb, 1908.
- Gospodarstvo, prosvjeta i politika. Zagreb, 1910.
- Federalizam naše carevine i narodno oslobođenje. Zagreb 1910.
- Češki narod na početku XX. stoljeća. Zagreb, 1910.
- Hrvatska seljačka politika prvi put u hrvatskom državnom saboru. Zagreb, 1911.
- Savremena ustavnost : Temelj, načela, jamstvo, obilježje. Zagreb, 1911.
- Češka vježbenica. Zagreb, 1911.
- Devet seljačkih zastupnika. Zagreb, 1912.
- Hrvatski politički katekizam. Cleveland, 1913.
- Seljačko pravo u sto pitanja i sto odgovora. Zagreb, 1913.
- Za lakši i bolji seljački život. Zagreb, 1913.
- Javna politička poruka probuđenoj seljačkoj braći: naročito u Americi i po ostaloj tuđini. Zagreb, 1913.
- Za hrvatsku državu i za hrvatski seljački narod. Zagreb 1915.
- Mir, pravica i sloboda. Zagreb, 1917.
- Temelji za budućnost Hrvatske, Habsburške monarhije i ciele Evrope. Zagreb, 1917.
- Obnovljena Bugarska : od 1878. do 1913. Zagreb, 1918.
- Nauk i program: Hrvatske pučke seljačke stranke. 1919.
- Gospodska politika bez naroda i proti narodu. Govor predsjednika Hrvatske seljačke stranke nar. zastupnika Stjepana Radića na noćnoj sudbonosnoj sjednici Narodnog Vieća dne 24. studena 1918. Zagreb, 1920.
- Stjepan Radić: književnik, narodni zastupnik na Hrvatskom državnom saboru i predsjednik Hrvatske seljačke stranke pred sudom kao veleizdajnik Kraljevstva SHS. Zagreb, 1920.
- Ustav neutralne seljačke republike Hrvatske. Zagreb, 1921.
- Seljačka sviest i narodna volja. Put seljačkoj republici. Zagreb, 1923.
- Moj politički životopis. Buenos Aires, 1928.